# Antônio Wagner da Silva
Dom Antônio Wagner da Silva, SCJ (Formiga, 25 de março de 1944), é um padre dehoniano e bispo católico brasileiro. É bispo emérito de Guarapuava.

## Biografia
Dom Antônio foi ordenado presbítero no dia 11 de dezembro de 1971. Em 29 de março de 2000 foi nomeado bispo coadjutor de Guarapuava e recebeu a ordenação episcopal das mãos de Dom Giovanni Zerbini no dia 18 de junho desse mesmo ano. Seu lema episcopal é Sint unum.
Em julho de 2003 tornou-se o quarto bispo de Guarapuava, sucedendo a Dom Giovanni Zerbini.
Na data de 6 de maio de 2020, sua renúncia foi acolhida pelo Papa Francisco. Tornou-se, então, bispo-emérito de Guarapuava, sendo sucedido por Dom Amilton Manoel da Silva.